# Gimnastika na Olimpijskim igrama
Gimnastika na Olimpijskim igrama održava se od rođenja modernog olimpijskog pokreta na Ljetnim olimpijskim igrama u Ateni 1896. sve do danas. 
Gimnastika je jedan je od četiri olimpijska sporta koja su bila zastupljena na svim Olimpijskim igrama. Samo su se muškarci smjeli natjecati u gimnastici sve do Ljetnih olimpijskih igara 1928. u Amsterdamu, kada je i ženama bilo dopušteno natjecati se. Sport se sastoji od tri discipline gimnastike: sportske gimnastike (gimnastika na spravama), ritmičke gimnastike i gimnastike na trampolinu. Natjecanja ritmičke gimnastike uvedena su na Ljetnim olimpijskim igrama 1984. u Los Angelesu, a natjecanja na trampolinu dodana su na Ljetnim olimpijskim igrama 2000. u Sydneyu. Ritmička gimnastika je jedna od tri discipline na Igrama u kojima se natječu samo žene.
Ovim sportom od 1952. dominirali su gimnastičari iz bivšeg Sovjetskog Saveza, sve do 2008. u Pekingu, od kada se kineski gimnastičari najviše puta penjaju na postolje.
Na prvom gimnastičkom natjecanju na Olimpijskim igrama u Ateni 1896. godine sudjelovalo je 18 gimnastičara iz 5 zemalja. Na svakom sljedećem natjecanju na Olimpijskim igrama postupno su se mijenjale: broj sprava, broj gimnastičara u ekipi, kao i kvaliteta vježbi. Program moderne gimnastike uspostavljen je na Olimpijskim igrama u Helsinkiju 1952.
U sportskoj gimnastici muškarci i žene natječu se odvojeno. Muškarci se natječu na 6 sprava: parter, konj s hvataljkama, karike, preskok, preča i ruče. Žene se natječu na 4 sprave: preskok, dvovisinski razboj, greda i parter. Muškarci i žene natječu se za pojedinačne i ekipne naslove.

## Galerija
- Gimnastika na OI 1908.
- Miroslav Cerar na OI 1964.
- Arthur Zanetti na OI 2016.
- Ilija Kovtun na OI 2020.